# Carica dei morti

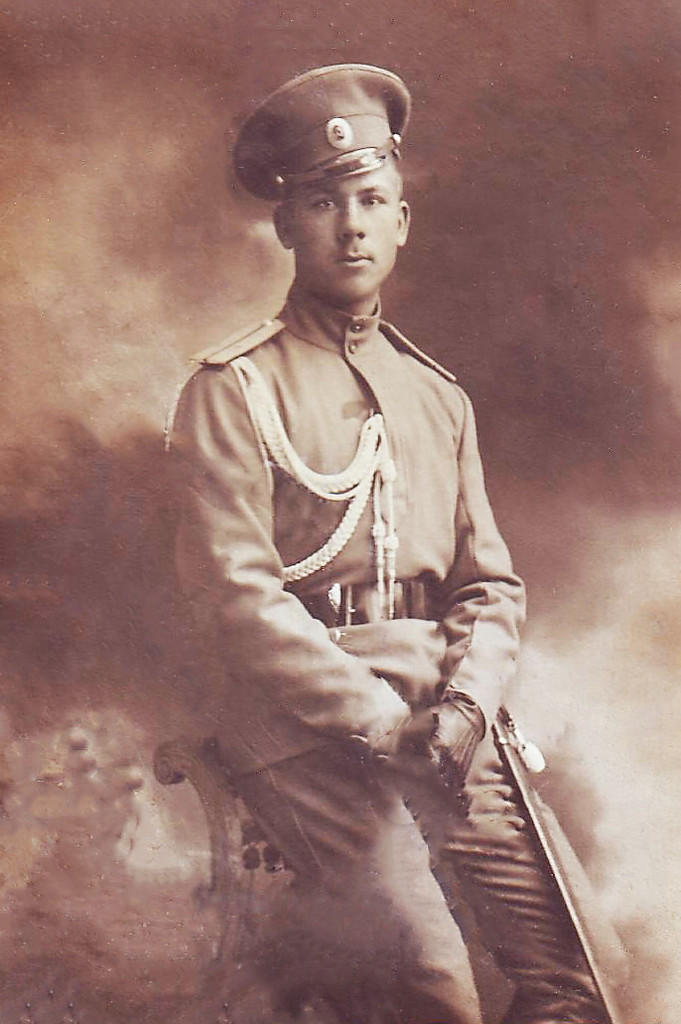
Il tenente Vladimir Karpovič Kotlinskij, comandante della Fortezza di Osowiec durante l’attacco

La carica dei morti o attacco dei morti fu uno scontro della prima guerra mondiale che ebbe luogo alla fortezza di Osowiec, nella Polonia nordorientale, il 6 agosto 1915. L'evento prende il nome dall'aspetto terrificante dei soldati russi dopo il bombardamento tedesco con una miscela di gas tossici, cloro e bromo.

## Lo scontro
I tedeschi lanciarono una offensiva frontale alla fortezza di Osowiec agli inizi del luglio 1915; l'attacco comandato da Paul von Hindenburg coinvolse 14 battaglioni di fanteria e un battaglione di zappatori per un totale di circa 8 000 uomini, circa 30 cannoni d'assedio e 30 batterie di artiglieria equipaggiate con gas. Le difese russe consistevano in circa 500 uomini del 226º Reggimento di fanteria Zemlyansky e 400 miliziani.
I tedeschi attesero fino alle 4:00 di mattina del 6 agosto così da avere il vento a favore all'avvio del bombardamento d'artiglieria con gas al cloro. Il gas “fece diventare l'erba nera e le foglie gialle; uccelli, rane, insetti e altri animali morti giacevano tutto attorno. La terra era diventata un inferno". I russi non disponevano di maschere antigas o quelle disponibili erano di pessima qualità, quindi i soldati furono costretti a usare i propri panni come protezione imbevendoli di acqua o urina. Il tenente Vladimir Karpovich Kotlinsky, il soldato di più alto grado a sopravvivere all'attacco, radunò i superstiti e tutti insieme decisero di lanciarsi alla carica contro i tedeschi in avanzata.
Oltre dodici battaglioni della 11ª divisione Landwehr, ovvero più di 7 000 uomini, avanzarono dopo il bombardamento aspettandosi poca o nessuna resistenza. Alla prima linea di difesa si videro caricare dai superstiti della XIII compagnia del 226º reggimento di fanteria. Il panico travolse i tedeschi quando videro le condizioni dei soldati russi che con le bocche sanguinanti tossivano pezzi dei loro stessi polmoni e interiora mentre l'acido cloridrico formatosi dalla reazione del cloro con la condensa nei polmoni disfaceva lentamente i soldati dall'interno. I tedeschi si ritirarono disordinatamente in preda al panico e finirono per cadere nel loro stesso filo spinato. Cinque mitragliatrici russe, le uniche rimaste, aprirono il fuoco sui soldati in fuga. Lo stesso Kotlinsky morì alla sera.
I russi non riuscirono a tenere l'area a lungo. I tedeschi minacciavano di accerchiare la fortezza dopo la cattura di Kovno e Novogeorgiesk. I russi demolirono ciò che rimaneva della fortezza e si ritirarono infine il 18 agosto.

## Nei media
I media russi esaltarono la tenacia dei propri soldati, utilizzando questo evento come argomento propagandistico.
Il gruppo power metal Sabaton ha narrato l'episodio in una canzone, The Attack Of The Dead Men, dall'album The Great War.
La band metal russa Aria ha anche pubblicato una canzone ispirata alla battaglia, intitolata Атака Мертвецов ("Attacco dei morti"), nel loro album del 2014 Через всеремена (Attraverso tutti i tempi).